# Vasyl Stankovych
Vasyl Vasylovych Stankovych , (en ukrainien, Василь Васильович Станкович), né le 25 avril 1946 est un escrimeur soviétique pratiquant le fleuret. Il a été deux fois médaillé d’argent avec l’équipe d’URSS en 1968 et 1972.
En 1971, il remporte le titre de champion du monde au fleuret individuel.

## Palmarès
- Jeux olympiques :
  -  Médaille d’argent au fleuret par équipe aux Jeux olympiques de 1968 à Mexico
  -  Médaille d’argent au fleuret par équipe aux Jeux olympiques de 1972 à Munich

- Championnats du monde d'escrime :
  -  Champion du monde au fleuret individuel aux Championnats du monde d'escrime 1971
  -  Champion du monde au fleuret par équipe aux Championnats du monde d'escrime 1969
  -  Champion du monde au fleuret par équipe aux Championnats du monde d'escrime 1970
  -  Champion du monde au fleuret par équipe aux Championnats du monde d'escrime 1973
  -  Champion du monde au fleuret par équipe aux Championnats du monde d'escrime 1974
  -  Médaille d’argent au fleuret individuel aux Championnats du monde d'escrime 1969
  -  Médaille d'argent au fleuret par équipe aux Championnats du monde d'escrime 1975
  -  Médaille de bronze au fleuret par équipe aux Championnats du monde d'escrime 1971